# 南馬丁 (印地安納州)
南馬丁（英語：South Martin）是位於美國印地安納州馬丁縣的一個非建制地區。